# Frank Feltscher
Frank Feltscher Martínez (* 17. Mai 1988 in Bülach) ist ein venezolanisch-schweizerischer Fussballspieler. Er ist der um zwei Jahre ältere Bruder des Verteidigers Rolf Feltscher. Momentan ist er vereinslos.

## Karriere

### Verein
Der rechte Mittelfeldspieler spielte von 2006 bis 2008 für den Grasshopper Club Zürich. Auf die folgende Saison hin wechselte er jedoch für eine Ablösesumme von ca. 650'000 Schweizer Franken zu US Lecce aus der italienischen Serie A.
2009 wurde er an AC Bellinzona ausgeliehen, die ihn nach der Leihfrist weiter verpflichteten.
Am 28. Juni 2011 hat Frank Feltscher seinen Vertrag beim Grasshoppers unterschrieben. Er wurde mit einem Vierjahresvertrag verpflichtet. Mit den Zürchern gewann er 2013 den Schweizer Cup. Im Finale wurde er in der 66. Minute eingewechselt, und verwertete im Elfmeterschiessen sicher seinen Versuch.
Im Sommer 2014 wechselte er zum Ligakonkurrenten FC Aarau.
In der darauffolgenden Saison 2015/16 ging er nach Zypern zu AEL Limassol. Im Juli 2016 wurde sein Vertrag nicht fortgeführt, was dazu führte, dass er ein halbes Jahr ohne Verein war.
Ab Januar 2017 spielte er dann bis Ende Saison bei Debreceni VSC in Ungarn.
Nachdem er nochmals ein halbes Jahr vereinslos war, spielte er ab Januar 2018 für den venezolanischen Klub Zulia FC.
Im Januar 2020 schloss er sich Rionegro Águilas aus Kolumbien an.
Seit Anfang 2021 ist Feltscher ohne Verein.

### Nationalmannschaft
2011 nahm er mit der Schweiz an der U-21-Fußball-Europameisterschaft in Dänemark teil. Dort kam er im letzten Gruppenspiel gegen Belarus zu einem Teileinsatz. In der 93. Minute sorgte er mit einem Schuss aus spitzem Winkel für den 3:0 Endstand.
Am 2. September 2011 debütierte er gegen Argentinien für die Nationalmannschaft Venezuelas. Am 11. September 2011 schoss er sein erstes Tor gegen Kolumbien.

## Titel und Erfolge
Grasshopper Club Zürich
- Schweizer Cupsieger: 2013

Nationalmannschaft
- Finalist an der U-21-Europameisterschaft: 2011